# Симо (станция)
Станция Симо (яп. 志茂駅 симо эки) — железнодорожная станция на линии Намбоку, расположенная в специальном районе Кита в Токио. Станция обозначена номером N-18. На станции установлены платформенные раздвижные двери.

## Планировка станции
Одна платформа островного типа и 2 пути.
| 1 | ○ Линия Намбоку | Акабанэ-Ивабути, Урава-Мисоно                                       |
| 2 | ○ Линия Намбоку | Комагомэ, Нагататё, Сироканэ-Таканава, Мэгуро, (Линия Мэгуро) Хиёси |

## Близлежащие станции
| «          |  | Линия         |  | »               |
| ---------- |  | ------------- |  | --------------- |
| Одзи-Камия |  | Линия Намбоку |  | Акабанэ-Ивабути |